# Rutan Long-EZ
Rutan Model 61 Long EZ er et fly designet af Burt Rutan. Flyet sælges som samlesæt. 
Flyet blev bygget på Burt Rutans Aircraft Factory og blev produceret som et hjemmebygger-fly i 1976. Flyttypen N79RA eller Long-EZ som den også kaldes, fløj for første gang i den 12. juni 1979.

## John Denvers flystyrt
Sangeren John Denver døde i et flystyrt med en Long-EZ, hvor han ved Pacific Grove styrede ned i Monterey Bay den 12. oktober 1997. Undersøgelser viste at styrtet var forsaget af en brændstof ventil der var placeret forkert, men også en utilstrækkelige planlægning af flyveturen.